# Gran premio letterario dell'Africa Nera
Il Gran premio letterario dell'Africa Nera, (Grand prix littéraire d'Afrique noire) viene attribuito ogni anno dall'Associazione degli scrittori di lingua francese, l'ADELF, riconosciuta di pubblica utilità dopo il 19 luglio 1952, il cui scopo è di «promuovere l'opera degli scrittori che, nel mondo, si esprimono in francese». Il premio è aperto agli «scrittori di lingua francese originari dell'Africa subsahariana, o a un lavoro concernente questa zona geografica, con l'esclusione delle traduzioni».

## Lista dei premiati
- 1961: Aké Loba (Costa d'Avorio) per Kocumbo, l'étudiant noir.
- 1962: Cheikh Hamidou Kane (Senegal) per L'Aventure ambiguë.
- 1963: Jean Ikellé-Matiba (Camerun) per Cette Afrique-là.
- 1964: Birago Diop (Senegal) per Contes e Savanes.
- 1965: Ex aequo: Bernard Dadié (Costa d'Avorio) per Patron de New-York e Seydou Badian Kouyaté (Mali) per Les dirigeants africains face à leurs peuples.
- 1966: Olympe Bhêly-Quenum (Benin) per Le Chant du lac.
- 1967: Ex aequo: François-Borgia Marie Evembé (Camerun) per Sur la terre en passant e Jean Pliya (Benin) per Kondo, le requin.
- 1968: Francis Bebey (Camerun) per Le Fils d'Agatha Moudio.
- 1969: Guy Menga (Repubblica del Congo) per La Palabre stérile
- 1970: Boubou Hama (Niger) per Kotia Nima.
- 1971:  Ex aequo: Massa Makan Diabaté (Mali) per Janjon e l'abbé Pierre Mviena (Camerun) per L'Univers culturel e religieux du peuple Béti.
- 1972: Henri Lopès (Repubblica del Congo) per Tribaliques.
- 1973: Alioum Fantouré (Guinea) per Le Cercle des tropiques.
- 1974: Amadou Hampâté Bâ (Mali) per L'Étrange Destin de Wangrin.
- 1975: Étienne Yanou (Camerun) per L'Homme Dieu de Bisso.
- 1976: Aoua Keïta (Mali) per Femmes d'Afrique.
- 1977: Sory Camara (Guinea) per Gens de la parole: essai sur les griots Malinké.
- 1978: Idé Oumarou (Niger) per Gros Plan.
- 1979: Lamine Diakhate (Senegal) per Chalys d'Harlem.
- 1980: Aminata Sow Fall (Senegal) per La Grève des bàttu.
- 1981: Jean-Marie Adiaffi (Costa d'Avorio) per La Carte d'identité.
- 1982: Ex aequo: Frédéric Titinga Pacéré (Burkina Faso) per La Poésie des griots: poèmes per l'Angola e Yodi Karone (Camerun) per Nègre de paille. Fuori concorso: Mariama Bâ (Senegal) per Un Chant écarlate.
- 1983: Sony Labou Tansi (Repubblica del Congo) per L'Anté-peuple.
- 1984: Modibo Sounkalo Keita (Mali) per L'Archer bassari.
- 1985: Jean-Pierre Makouta-Mboukou (Repubblica del Congo) per Introduction à l'étude du roman négro-africain de langue française e les grands traits de la poésie négro-africaine.  Fuori concorso: Edem Kodjo (Togo) per E demain l'Afrique.
- 1986: Ex aequo: Désiré Bolya Baenga (Repubblica Democratica del Congo) per Cannibale e Tierno Monénembo (Guinea) per Les Écailles du ciel.
- 1987: Jean-Baptiste Tati Loutard (Repubblica del Congo) per Le Récit de la mort.
- 1988: Emmanuel Dongala (Repubblica del Congo) per Le Feu des origines.
- 1989: Victor Bouadjio (Francia) per Demain est encore loin.
- 1990: Ahmadou Kourouma (Costa d'Avorio) per  Monnè, outrages e défis.
- 1991: Amadou Hampâté Bâ (Mali) per Amkullel, l'enfant peul (a titolo postumo e per l'insieme della sua opera) e Kama Sywor Kamanda (Repubblica Democratica del Congo) per La Nuit des griots.
- 1992: Patrick Ilboudo (Burkina Faso) per Le Héraut têtu.
- 1993: Maurice Bandaman (Costa d'Avorio) per Le Fils de la femme mâle.
- 1994: Calixthe Beyala (Camerun) per Maman a un amant.
- 1995: Sylvain Bemba (Repubblica del Congo) (a titolo postumo e per l'insieme della sua opera).
- 1996: Abdourahman Waberi (Gibuti) per Cahier nomade. Fuori concorso: Léopold Sédar Senghor (Senegal) per l'insieme della sua opera.
- 1997: Daniel Biyaoula (Repubblica del Congo) per L'Impasse. Menzione speciale: Édouard Makoto, L'Afrique par les Africains. Fuori concorso: Ousmane Sembène (Senegal) per l'insieme della sua opera.
- 1998: Gaston-Paul Effa (Camerun) per Mâ.
- 1999: Ken Bugul (Senegal) per Riwan ou le chemin de sable.
- 2000: Boubacar Boris Diop (Senegal) per l'insieme della sua opera. Menzione speciale: Sokhna Benga (Senegal) per La Ballade de Sabador.
- 2001: Kossi Efoui (Togo) per La Fabrique de cérémonies.
- 2002: Patrice Nganang (Camerun) per Temps de chien. Fuori concorso: Yves-Emmanuel Dogbé (Togo) per l'insieme della sua opera.
- 2003: Kangni Alem (Togo) per Cola Cola jazz.
- 2004: Sami Tchak (Togo) per La Fête des masques. Menzioni speciali: Mahamoudou Ouédraogo (Burkina Faso) per Roogo e Almamy Maliki Yattara e Bernard Salvaing per Almamy. L'âge d'homme d'un lettré Malien.
- 2005: Véronique Tadjo (Costa d'Avorio) per Reine Pokou.
- 2006: Edem (Togo) per Port Mélo. Menzione speciale: Florent Couao-Zotti per l'insieme della sua opera.
- 2007: Bessora (Gabon) per Cueillez-moi, jolis messieurs.... Menzione speciale: Jean Sévry per Les Littératures d'Afrique du Sud.
- 2008: Jean Divassa Nyama (Gabon) per La Vocation de dignité. Menzione speciale: Jag, alias Lydie Itsouomb (Camerun) per Un homme à tout prix.
- 2009: In Koli Jean Bofane Repubblica Democratica del Congo) per Mathématiques Congolaises. Menzione speciale: Jean Jolly per L'Afrique e son environnement européen e asiatique.
- 2010: Gabriel Okoundji (Repubblica del Congo) per L'Âme blessée d'un éléphant noir.
- 2011: Léonora Miano (Camerun) per l'insieme della sua opera. Menzione speciale: Sonia Euzenot-Le Moigne per Sony Labou Tansi, La Subjectivation du lecteur dans l'œuvre romanesque.
- 2012: Venance Konan (Costa d'Avorio) per Edem Kodjo, un homme, un destin.
- 2013: Augustin Emane (Gabon) per Albert Schweitzer, une icône africaine.
- 2014: Eugène Ébodé (Camerun) per Souveraine magnifique.
- 2015: Hemley Boum (Camerun) per Les Maquisards.
- 2016: Blick Bassy (Camerun) per Le Moabi Cinéma.
- 2017: Aristide Tarnagda, (Burkina Faso), per Terre rouge - Façon d’aimer;[3]
- 2018: Timba Bema (Camerun) per Les seins de l'amante e Armand Gauz (Costa d'Avorio) per Camarade Papa.[4]